# Wandelgids
Een wandelgids is een boekje met daarin de beschrijving van een meerdaags wandelpad, veelal aangevuld met kaarten waarop de route is ingetekend. Met deze informatie die in het veld vaak wordt aangevuld met uniforme markeringstekens, kan de wandelaar de route zonder mankeren volgen. 
In de wandelgids worden naast routegerelateerde zaken ook vaak aandacht besteed aan achtergrondinformatie over cultuur en natuur. Daarnaast kan informatie zijn opgenomen over overnachtingsmogelijkheden langs of in de directe nabijheid van de route en over openbaar vervoersverbindingen om bijvoorbeeld van eindpunt van een etappe weer naar het begin te komen of anderszins aan- of af te reizen. 
Van de meeste Lange-afstand-wandelpaden in Nederland is een wandelgids beschikbaar.
Bekende wandelgidsen zijn:
- Pieterpad
  - Deel 1, van Pieterburen naar Vorden
  - Deel 2, van Vorden naar de Sint Pietersberg (bij Maastricht)
- Airbornepad Market Garden, van Lommel naar Arnhem
- Trekvogelpad, van Bergen aan Zee naar Usselo (bij Enschede)
- Grote Rivierenpad (combinatie van het Oeverloperpad en het Lingepad, van Hoek van Holland naar Kleve (D)
- Zuiderzeepad, van Enkhuizen naar Stavoren
- een reeks, deels Franstalige gidsen van de wandelroute GR5, van Bergen op Zoom naar Nice (F)

Bekende uitgevers van wandelgidsen in Nederland zijn:
- Wandelnet in Amersfoort
- Nivon in Amsterdam
- OLAT in Sint Oedenrode

In sommige landen, zoals Duitsland zijn wandelgidsen niet zo courant als in Nederland, daar loopt men eerder op kaarten waarop de route is ingetekend.
Een wandelgids is een soort reisgids, alleen staat de wandelroute centraal als te volgen weg. Er gaat een minder grote vrijblijvendheid vanuit om te gaan en te staan waar men wil. 
In een aantal gevallen is de route ook te volgen met behulp van de website van de uitgever of een door deze gepubliceerde app. 